# Roy Salvadori
Roy Francesco Salvadori (Dovercourt, 12 maggio 1922 – Monaco, 3 giugno 2012) è stato un pilota automobilistico inglese, di origini italiane.
Corse in varie categorie, tra cui Formula 1, sport prototipi e Formula 2. Vinse l'edizione 1959 della 24 Ore di Le Mans, su Aston Martin.

## Carriera

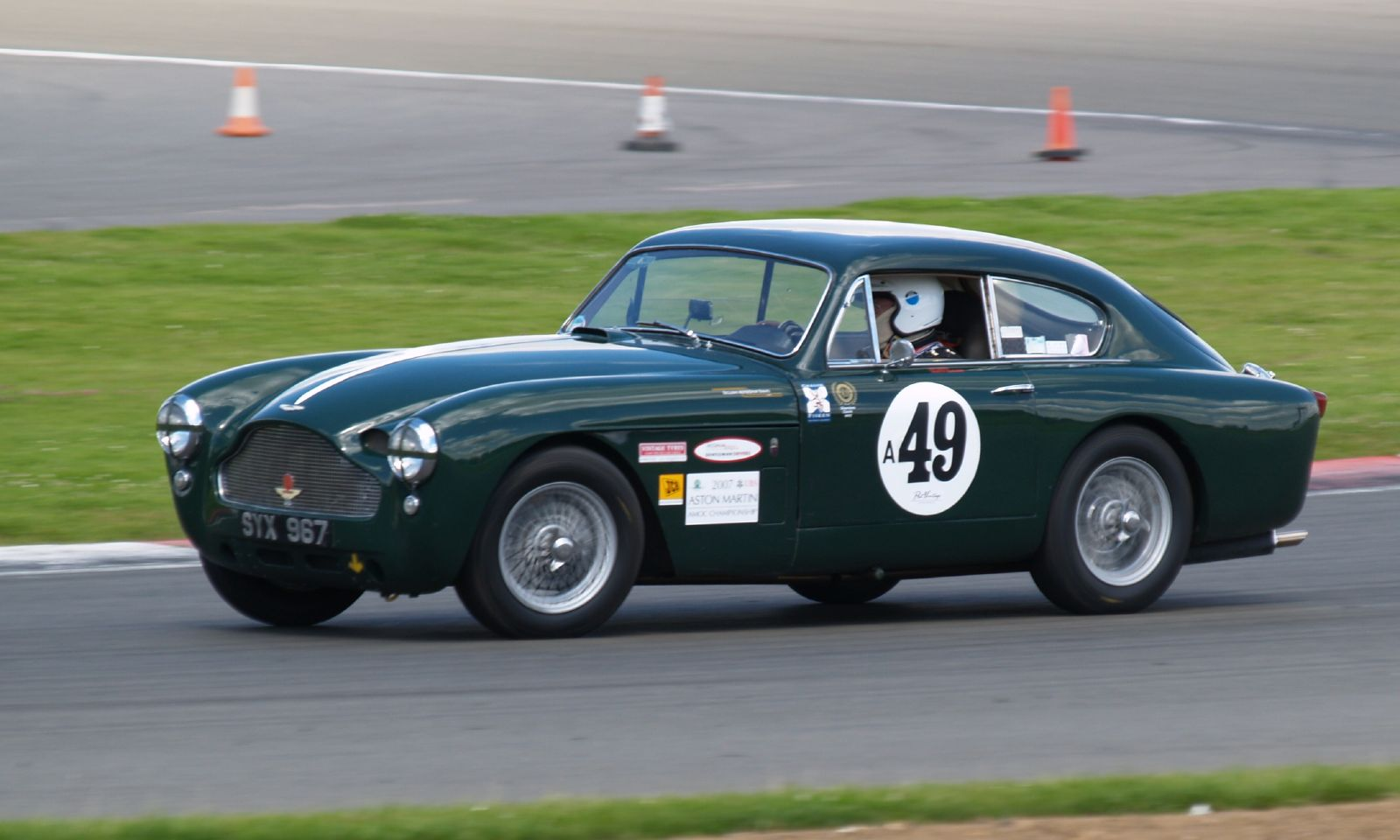
L'Aston Martin DB Mark III utilizzata da Salvadori durante la sua carriera.

Salvadori cominciò la carriera nel 1947. Dopo aver ottenuto diversi successi con vetture sport, nel 1952 fece il suo debutto in Formula 1. Dal 1954 al 1956 guidò una Maserati 250F per il team Gilby Engineering Ltd. di Sydney Greene, ottenendo svariati successi nelle gare extra campionato. Con il passaggio alla Cooper ottenne i primi punti mondiali con un quinto posto al Gran Premio di Gran Bretagna 1957. I migliori risultati li ottenne nel 1958, quando giunse due volte sul podio e quarto in campionato. Si ritirò dalla Formula 1 nel 1962 e pochi anni più tardi pure dagli sport prototipi.
Divenne poi team manager della Cooper nel biennio 1966-1967, ritirandosi dall'attività dopo il Gran Premio di Monaco.

## Risultati

### Risultati in Formula 1
| 1952 | Scuderia   | Vettura     |  |  |  |  |   |  |  |  |  |  |  | Punti | Pos. |
| ---- | ---------- | ----------- |  |  |  |  | - |  |  |  |  |  |  | ----- | ---- |
| 1952 | G. Caprara | Ferrari 500 |  |  |  |  | 8 |  |  |  |  |  |  |       |      |

| 1953 | Scuderia  | Vettura          |  |  |     |  |     |     |     |  |     |  |  | Punti | Pos. |
| ---- | --------- | ---------------- |  |  | --- |  | --- | --- | --- |  | --- |  |  | ----- | ---- |
| 1953 | Connaught | Connaught Tipo A |  |  | Rit |  | Rit | Rit | Rit |  | Rit |  |  | 0     |      |

| 1954 | Scuderia               | Vettura       |  |  |  |     |     |  |  |  |  |  |  | Punti | Pos. |
| ---- | ---------------------- | ------------- |  |  |  | --- | --- |  |  |  |  |  |  | ----- | ---- |
| 1954 | Gilby Engineering Ltd. | Maserati 250F |  |  |  | Rit | Rit |  |  |  |  |  |  | 0     |      |

| 1955 | Scuderia               | Vettura       |  |  |  |  |  |     |  |  |  |  |  | Punti | Pos. |
| ---- | ---------------------- | ------------- |  |  |  |  |  | --- |  |  |  |  |  | ----- | ---- |
| 1955 | Gilby Engineering Ltd. | Maserati 250F |  |  |  |  |  | Rit |  |  |  |  |  | 0     |      |

| 1956 | Scuderia               | Vettura       |  |  |  |  |  |     |     |    |  |  |  | Punti | Pos. |
| ---- | ---------------------- | ------------- |  |  |  |  |  | --- | --- | -- |  |  |  | ----- | ---- |
| 1956 | Gilby Engineering Ltd. | Maserati 250F |  |  |  |  |  | Rit | Rit | 11 |  |  |  | 0     |      |

| 1957 | Scuderia           | Vettura                    |  |    |  |     |   |     |     |  |  |  |  | Punti | Pos. |
| ---- | ------------------ | -------------------------- |  | -- |  | --- | - | --- | --- |  |  |  |  | ----- | ---- |
| 1957 | BRM Vanwall Cooper | BRM P25 Vanwall Cooper T43 |  | NQ |  | Rit | 5 | Rit | Rit |  |  |  |  | 2     | 19º  |

| 1958 | Scuderia | Vettura               |  |     |   |  |   |    |   |   |   |   |   | Punti | Pos. |
| ---- | -------- | --------------------- |  | --- | - |  | - | -- | - | - | - | - | - | ----- | ---- |
| 1958 | Cooper   | Cooper T45 Cooper T44 |  | Rit | 4 |  | 8 | 11 | 3 | 2 | 9 | 5 | 7 | 15    | 4º   |

| 1959 | Scuderia                            | Vettura                      |   |  |     |     |   |  |   |     |     |  |  | Punti | Pos. |
| ---- | ----------------------------------- | ---------------------------- | - |  | --- | --- | - |  | - | --- | --- |  |  | ----- | ---- |
| 1959 | High Efficiency Motors Aston Martin | Cooper T45 Aston Martin DBR4 | 6 |  | Rit | Rit | 6 |  | 6 | Rit | Rit |  |  | 0     |      |

| 1960 | Scuderia                                | Vettura                           |  |     |  |    |  |  |     |  |  |   |  | Punti | Pos. |
| ---- | --------------------------------------- | --------------------------------- |  | --- |  | -- |  |  | --- |  |  | - |  | ----- | ---- |
| 1960 | High Efficiency Motors David Brown Ltd. | Cooper T51 DBR4 Aston Martin DBR5 |  | Rit |  | NP |  |  | Rit |  |  | 8 |  | 0     |      |

| 1961 | Scuderia             | Vettura    |  |  |  |   |   |    |   |     |  |  |  | Punti | Pos. |
| ---- | -------------------- | ---------- |  |  |  | - | - | -- | - | --- |  |  |  | ----- | ---- |
| 1961 | Yeoman Credit Racing | Cooper T53 |  |  |  | 8 | 6 | 10 | 6 | Rit |  |  |  | 2     | 17º  |

| 1962 | Scuderia           | Vettura  |     |     |  |     |     |     |     |    |     |  |  | Punti | Pos. |
| ---- | ------------------ | -------- | --- | --- |  | --- | --- | --- | --- | -- | --- |  |  | ----- | ---- |
| 1962 | Reg Parnell Racing | Lola Mk4 | Rit | Rit |  | Rit | Rit | Rit | Rit | NP | Rit |  |  | 0     |      |

| Legenda | 1º posto     | 2º posto | 3º posto    | A punti         | Senza punti/Non class.  | Grassetto – Pole position Corsivo – Giro più veloce |
| Legenda | Squalificato | Ritirato | Non partito | Non qualificato | Solo prove/Terzo pilota | Grassetto – Pole position Corsivo – Giro più veloce |

### Risultati alla 24 Ore di Le Mans
| Anno | Classe  | N° | Gomme | Vettura                                                | Squadra              | Co-piloti                            | Giri | Pos. Assol. | Pos. di Classe |
| ---- | ------- | -- | ----- | ------------------------------------------------------ | -------------------- | ------------------------------------ | ---- | ----------- | -------------- |
| 1953 | S 3.0   | 26 | A     | Aston Martin DB3S Aston Martin 2.9L I6                 | Aston Martin         | George Abecassis                     | 74   | DNF         | DNF            |
| 1954 | S 5.0   | 8  | A     | Aston Martin DB3S SC Aston Martin 2.9L Supercharged I6 | David Brown Ltd.     | Reginald Harold Haslam "Reg" Parnell | 222  | DNF         | DNF            |
| 1955 | S 3.0   | 24 | A     | Aston Martin DB3S Aston Martin 2.9L I6                 | Aston Martin         | Peter Walker                         | 105  | DNF         | DNF            |
| 1956 | S 3.0   | 9  | A     | Aston Martin DB3S Aston Martin 2.9L I6                 | Aston Martin         | Peter Walker                         | 173  | DNF         | DNF            |
| 1957 | S 3.0   | 19 | A     | Aston Martin DBR1/300 Aston Martin 2.9L I6             | David Brown Ltd.     | Les Leston                           | 112  | DNF         | DNF            |
| 1958 | S 3.0   | 4  | A     | Aston Martin DBR1/300 Aston Martin 3.0L I6             | David Brown Ltd.     | Stuart Lewis-Evans                   | 49   | DNF         | DNF            |
| 1959 | S 3.0   | 5  | A     | Aston Martin DBR1/300 Aston Martin 3.0L I6             | David Brown Ltd.     | Carroll Shelby                       | 323  | 1º          | 1º             |
| 1960 | S 3.0   | 7  | D     | Aston Martin DBR1/300 Aston Martin 3.0L I6             | Border Reivers       | Jim Clark                            | 306  | 3º          | 3º             |
| 1961 | S 3.0   | 4  | D     | Aston Martin DBR1/300 Aston Martin 3.0L I6             | Essex Racing Stable  | Tony Maggs                           | 243  | DNF         | DNF            |
| 1962 | GT +3.0 | 10 | D     | Jaguar type E Lightweight Coupé Jaguar 3.8L I6         | Briggs Cunningham    | Briggs Cunningham                    | 310  | 4º          | 1º             |
| 1963 | GT +3.0 | 16 | D     | Jaguar type E Lightweight Jaguar 3.8L I6               | Briggs S. Cunningham | Paul Richards                        | 40   | DNF         | DNF            |